# Cheminée Mahavel
La cheminée Mahavel est la cheminée d'une ancienne usine sucrière de l'île de La Réunion, département d'outre-mer français dans le sud-ouest de l'océan Indien. Située 11 allée Bois-Noirs à Saint-Pierre, elle est inscrite en totalité à l'inventaire supplémentaire des Monuments historiques depuis le 8 juillet 2002, ainsi que son terrain d’assiette,.